# Tam o'shanter

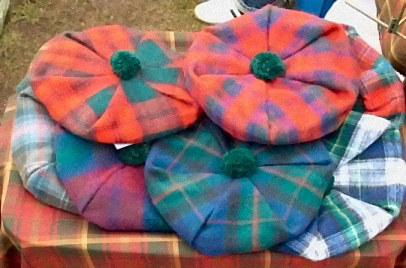
Różnokolorowe tam o'shanters

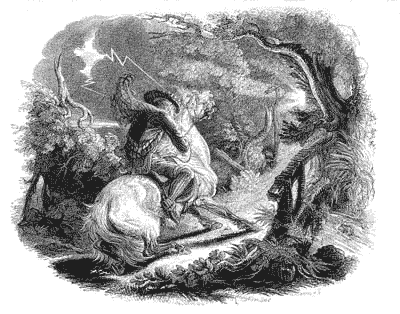
Ilustracja do Tam o'Shanter Roberta Burnsa, drzeworyt

Tam o'shanter – szkockie nakrycie głowy, pierwotnie męskie, którego nazwa pochodzi od tytułowej postaci z wiersza Roberta Burnsa Tam o'Shanter. 
Tam o'shanter jest bardzo zbliżony formą do beretu – jak on miękki, płaski, okrągły, bez daszka czy otoka; najczęściej wyrabiany z wełny. Charakterystycznym motywem zdobniczym jest umieszczony na środku pompon zwany toorie. Średnica wierzchniej części tam o'shanter jest około dwukrotnie większa od średnicy głowy. Początkowo nakrycia te produkowano wyłącznie w kolorze niebieskim i stąd nazywano je Bluebonnets. Obecnie, dzięki upowszechnieniu się barwników syntetycznych, dostępne są w wielu kolorach, również barwione w typowe szkockie wzory tartanowe. 
Rodzaj tam o'shanter o nazwie General Service Cap noszony był podczas II wojny światowej przez oddziały piechoty armii brytyjskiej oraz kanadyjskiej zamiast beretów (które stały się ich standardowym nakryciem głowy w latach powojennych). Nakrycie to miało kolor khaki i było sztywniejsze niż cywilne tam o'shanters. Obecnie Dywizja Szkocka (Scottish Division) armii brytyjskiej oraz niektóre jednostki armii kanadyjskiej nadal używają tam o'shanter z główką o znacznie zredukowanej powierzchni (nazywanego w skrócie TOS) jako polowego nakrycia głowy, przy czym bataliony z rejonów górskich (Highland batallions) noszą nakrycie nasunięte na przód głowy, a bataliony z nizin (Lowland batallions) nasuwają je na prawo, na wzór beretu.
Poszczególne bataliony Królewskiego Regimentu Szkockiego (Royal Regiment of Scotland) noszą dla odróżnienia przyczepione do tam o'shanters pęczki ozdobnych piór (tzw. hackles) w charakterystycznych kolorach. Niektóre regimenty armii kanadyjskiej noszą w tym samym celu pompony w różnych kolorach, podczas gdy w większości wypadków są one koloru khaki, tak jak całe nakrycie głowy.
W wielu jednostkach tam o'shanter jest nakryciem głowy zwykłego żołnierza, oficerowie natomiast noszą raczej tzw. Balmoral bonnet albo glengarry. 